# Wyspa Szmidta
Wyspa Szmidta (ros. остров Шмидта) – rosyjska wyspa arktyczna, położona najdalej na północ w archipelagu Ziemi Północnej. Powierzchnia wyspy to prawie 470 km², jej linia brzegowa mierzy 82,8 km. Wyspę pokrywa lodowiec, wznoszący się na 323 m n.p.m.
Wyspa została nazwana na cześć Ottona Szmidta, radzieckiego uczonego i przewodniczącego Głównego Zarządu Północnej Drogi Morskiej (tj. Przejścia Północno-Wschodniego).